# Joaquín Piñeros Corpas
Joaquín Piñeros Corpas (* 28. Mai 1915 in Soacha; † 31. August 1982 in Bogotá) war ein kolumbianischer Schriftsteller und Politiker.
Piñeros Corpas trat als Autor von Dramen, Novellen und Schriften zur Kulturgeschichte Kolumbiens hervor. Er war Mitglied der Academia de Historia de Cundinamarca, der Academia Colombiana de la Historia und der Academia Colombiana de la Lengua. Von 1969 bis 1970 war er Gouverneur der Provinz Cundinamarca.

## Werke
- Historia de la bandera colombiana
- Visión de Colombia, 1966
- Breviario colombiano de la naturaleza, 1967
- Reflexiones sobre el estudio de la literatura colombiana
- Toche Bemol
- Quiriley, Novelle

| Personendaten    | Personendaten                                |
| ---------------- | -------------------------------------------- |
| NAME             | Piñeros Corpas, Joaquín                      |
| KURZBESCHREIBUNG | kolumbianischer Schriftsteller und Politiker |
| GEBURTSDATUM     | 28. Mai 1915                                 |
| GEBURTSORT       | Soacha                                       |
| STERBEDATUM      | 31. August 1982                              |
| STERBEORT        | Bogotá                                       |